# Примера (Тексас)
Примера (енгл. Primera) град је у америчкој савезној држави Тексас. По попису становништва из 2010. у њему је живело 4.070 становника.

## Демографија
Према попису становништва из 2010. у граду је живело 4.070 становника, што је 1.347 (49,5%) становника више него 2000. године.
| Група             | 2000.         | 2010.         |
| Белци             | 260 (9,5%)    | 421 (10,3%)   |
| Афроамериканци    | 18 (0,7%)     | 26 (0,6%)     |
| Азијати           | 1 (0,0%)      | 6 (0,1%)      |
| Хиспаноамериканци | 2.439 (89,6%) | 3.612 (88,7%) |
| Укупно            | 2.723         | 4.070         |